# St. Leonhard (metro, Neurenberg)
St. Leonhard is een metrostation in de wijk St. Leonhard van de Duitse stad Neurenberg. Het station werd geopend op 28 januari 1984 en wordt bediend door lijn U2 van de metro van Neurenberg.